# (22312) Kelly
(22312) Kelly est un astéroïde de la ceinture principale.

## Description
(22312) Kelly est un astéroïde de la ceinture principale. Il fut découvert le 14 avril 1991 à l'Observatoire Palomar par Carolyn S. Shoemaker et David H. Levy. Il présente une orbite caractérisée par un demi-grand axe de 2,27 UA, une excentricité de 0,19 et une inclinaison de 24,6° par rapport à l'écliptique.

## Compléments